# Walter Hayes Oxley
Walter Hayes Oxley, britanski general, * 1891, † 1978.